# Gianpiero Zubani
Gianpiero Zubani (Milano, 15 maggio 1935 – Milano, 13 agosto 2003) è stato un pilota motociclistico italiano.

## Carriera
Seguendo le orme del fratello Romualdo nelle sue esperienze da fuoristradista, Gianpiero Zubani iniziò a fare pratica a bordo di una Motom da regolarità. Nel 1953 debuttò sul circuito di Ospedaletti, in sella ad una MV Agusta 125 e, il 27 settembre, vinse la sua prima gara sul circuito di Mestre. Nel 1954 venne ingaggiato nella squadra corse della Rumi che gli mise a disposizione una competitiva 125 Junior, con la quale vinse la Cernobbio-Bisbino e, nel 1955, conquistò due tappe del giro motociclistico d'Italia e il campionato italiano della montagna juniores.
Al termine della stagione ricevette, accettandola, la proposta della Moto Morini per partecipare come pilota ufficiale al campionato italiano di velocità juniores nella classe 175. In quel combattutissimo campionato, Zubani si classificò 4º nel 1956 e 3º nel 1957, laureandosi campione italiano nel 1958. Nello stesso anno, in coppia con Emilio Mendogni, portò al debutto la Moto Morini 250 Bialbero a Monza, nell'ultima gara del motomondiale, conquistando il secondo posto dietro al compagno di squadra. Date le premesse, la stagione successiva fu avara di risultati, fatta eccezione per una significativa vittoria nella classica fiorentina sul circuito urbano del Campo di Marte e all'inizio del 1960 una brutta frattura ad una gamba lo costrinse al riposo per tutta la stagione sportiva.
Nel frattempo era approdato in squadra il campione del mondo Tarquinio Provini che, a distanza di pochi mesi, sarebbe stato affiancato dal debuttante Giacomo Agostini. Zubani decise di accettare l'offerta della Aermacchi che lo voleva come collaudatore, lasciandolo libero di correre nelle competizioni da privato.
Nel 1963 partecipò al Campionato Italiano di velocità Seniores con la Paton, firmando un contratto come pilota collaudatore con la Parilla, e fu tra i sei piloti convocati dalla Garelli per il tentativo del record mondiale di velocità sulle 24 ore per la classe 50 cm³, conquistato alla media di 108.834 km/h sull'anello di alta velocità del circuito di Monza. Nello stesso anno anche la MV Agusta gli offrì un ingaggio che, tuttavia, sfumò in seguito all'opposizione della Parilla.
Durante le stagioni successive, Zubani non ebbe più occasione di guidare una moto ufficiale, ma fu comunque presente come privato, in sella a moto Aermacchi, Bultaco e Kawasaki, da lui stesso preparate, ottenendo onorevoli piazzamenti in molte gare del campionato seniores, nelle classi 250 e 500. Nel 1972 venne contattato da Bepi Koelliker per gareggiare nel campionato endurance a bordo di una Triumph Trident ufficiale.
Dopo l'addio alle corse, nel 1973, Zubani proseguì la sua attività all'Aermacchi, fino a che decise di dare vita ad un'impresa di noleggio di automobili di lusso, in società con Giancarlo Dobelli, figlio del campione del Mondo sidecar Lorenzo. Per molti anni i due furono al servizio quasi esclusivamente della Fininvest che utilizzava l'agenzia per il trasporto delle star televisive e sportive. Zubani venne colpito da un male incurabile che lo stroncò a 68 anni. Sul letto di morte sposò Miki, la compagna con la quale aveva convissuto per oltre quaranta anni.

## Risultati nel motomondiale

### Classe 125
| 1963 | Classe | Moto  |   |    |   |   |   |   |   |   |   |    |   |   |  | Punti | Pos. |
| ---- | ------ | ----- | - | -- | - | - | - | - | - | - | - | -- | - | - |  | ----- | ---- |
| 1963 | 125    | Paton | - | 15 | - | - | - | - | - | - | - | 11 | - | - |  | 0     |      |

| Legenda | 1º posto        | 2º posto            | 3º posto            | A punti      | Senza punti        | Grassetto – Pole position Corsivo – Giro più veloce |
| Legenda | Gara non valida | Non qual./Non part. | Ritirato/Non class. | Squalificato | '-' Dato non disp. | Grassetto – Pole position Corsivo – Giro più veloce |

### Classe 250
| 1958 | Classe | Moto        |   |   |    |   |   |   |   |  |  |  |  |  |  | Punti | Pos. |
| ---- | ------ | ----------- | - | - | -- | - | - | - | - |  |  |  |  |  |  | ----- | ---- |
| 1958 | 250    | Moto Morini | - | - | NE | - | - | - | 2 |  |  |  |  |  |  | 6     | 7º   |

| 1959 | Classe | Moto        |    |   |   |   |    |   |   |     |  |  |  |  |  | Punti | Pos. |
| ---- | ------ | ----------- | -- | - | - | - | -- | - | - | --- |  |  |  |  |  | ----- | ---- |
| 1959 | 250    | Moto Morini | NE | - | - | - | NE | - | - | Rit |  |  |  |  |  | 0     |      |

| Legenda | 1º posto        | 2º posto            | 3º posto            | A punti      | Senza punti        | Grassetto – Pole position Corsivo – Giro più veloce |
| Legenda | Gara non valida | Non qual./Non part. | Ritirato/Non class. | Squalificato | '-' Dato non disp. | Grassetto – Pole position Corsivo – Giro più veloce |

### Classe 500
| 1970 | Classe | Moto     |  |  |   |  |  |  |  |    |  |  |   |  |  | Punti | Pos. |
| ---- | ------ | -------- |  |  | - |  |  |  |  | -- |  |  | - |  |  | ----- | ---- |
| 1970 | 500    | Kawasaki |  |  | 9 |  |  |  |  | NE |  |  | 5 |  |  | 8     | 23º  |

| 1971 | Classe | Moto     |     |  |  |  |  |  |    |  |  |  |   |  |  | Punti | Pos. |
| ---- | ------ | -------- | --- |  |  |  |  |  | -- |  |  |  | - |  |  | ----- | ---- |
| 1971 | 500    | Kawasaki | Rit |  |  |  |  |  | NE |  |  |  | 2 |  |  | 12    | 13º  |

| Legenda | 1º posto        | 2º posto            | 3º posto            | A punti      | Senza punti        | Grassetto – Pole position Corsivo – Giro più veloce |
| Legenda | Gara non valida | Non qual./Non part. | Ritirato/Non class. | Squalificato | '-' Dato non disp. | Grassetto – Pole position Corsivo – Giro più veloce |